# محمد علی خان
محمد علی خان (عربی: محمد علي خان؛ زادهٔ ۱ نوامبر ۱۹۸۸) بازیکن فوتبال اهل لبنان-سوئد است.
از باشگاه‌هایی که در آن بازی کرده‌است می‌توان به باشگاه فوتبال تیانجین تایگرز، باشگاه فوتبال هکن، و باشگاه فوتبال هالمستاد اشاره کرد.
وی همچنین در تیم ملی فوتبال لبنان بازی کرده‌است.